# فاطمة أتالار
فاطمة أتالار (بالتركية: Fatma Atalar) مواليد 9 أكتوبر 1988 في تركيا، هي لاعبة كرة يد تركية تلعب كوسط مدافع. حققت المركز الثاني في كرة اليد في ألعاب البحر الأبيض المتوسط 2009.

## الميداليات
| الميدالية | المسابقة                                    |
| --------- | ------------------------------------------- |
| فضية      | كرة اليد في ألعاب البحر الأبيض المتوسط 2009 |